# الجبهة القومية لتحرير عربستان والخليج العربي
الجبهة القومية لتحرير عربستان والخليج العربي ، هي إحدى جبهات مقاومة عرب الأحواز. بدأت كفاحها عام 1968 م وأصدرت ثلاثة أعداد من نشرتها أصداء الثورة.